# Jaintia (poble)
El poble jaintia, santeng o synteng, és un grup humà emparentat als khasis que viu principalment a Meghalaya, Índia, al districte de Sylhet a Bangladesh i a les muntanyes Jaintia; per això són anomenats pnars-jaintia o jaintia-pnars. La cultura megalítica de khasis i jainties és comuna. La seva història oral diu que es van establir a la plana de Shillong molt antigament. El nom jaintia deriva de zantein o synteng, el nom col·lectiu per diferents tribus de la regió.
Totes les tribus parlen tots un llenguatge mon-khmer emparentat al khasi. Els seus costums i religió són similars als khasis si bé físicament es distingeixen per certes característiques derivades del seu major contacte amb les planes: són menys robustos i tenen la pell més fosca. Els missioners cristians van començar a predicar al seu territori el 1841.
Són un dels grups hynniewtrep.